# Завод суперфосфату в Bassendean
Завод суперфосфату в Bassendean — колишній виробничий майданчик у австралійському місті Перт.
Завод ввела в дію у 1910 році компанія Cuming Smith & Co., яка до того вже мала суперфосфатні виробництва у Ярравілі (штат Вікторія) та Торренсвіллі (штат Південна Австралія). При цьому майданчик у Bassendean разом з заводом компанії Mount Lyell Mining and Railway Company в Норт-Фрімантлі, що став до ладу того ж 1910-го, започаткували виробництво суперфосфату в Західній Австралії. Первісна потужність заводу в Bassendean становила 20 тисяч тонн суперфосфату на рік.
Технологічний процес продукування суперфосфату передбачає обробку фосфоритів сульфатною кислотою, яку продукували на самому майданчику шляхом спалювання піритів. Відомо, що певний час постачальником піритів виступала копальня Айрон-Кінг, яка діяла у 1940-х – 1960-х роках.
У 1927 році розташовані у Західній Австралії заводи з виробництва добрив компаній Cuming Smith & Co. та Mount Lyell Mining and Railway Company передали до Cuming Smith Mount Lyell Farmers Fertiliser Limited (також відома як CSML), ще одним учасником якої став фермерський кооператив Westralian Farmers Superphosphates. У 1964-му колишню частку Mount Lyell викупила British Petroleum, після чого CSM отримала назву Cuming Smith British Petroleum and Farmers Limited (CSBP).
У другій половині 1960-х CSBP узялась за розвиток потужного комплексу з виробництва добрив в індустріальному районі Квінана, що лежить на південних околицях Перту (саме тут був нафтопереробний завод British Petroleum). При цьому розташований в самому місті завод у Bassendean припинив випуск суперфосфату в 1968-му, а у 1971-му відвантажив останню партію добрива зі складських запасів. За кілька років по цьому споруди заводу демонтували.